# Лидия Русланова
Лидия Андреевна Русланова (родена на 27 октомври 1900 г. в Черновка, Саратовска губерния; † 21 септември 1973 г. в Москва) е успешна и по това време изключително известна съветска народна певица.

## Живот
Лидия Русланова е родена в село Черновка, близо до град Саратов, в селско семейство и е кръстена на Агафия Лейкина (на руски: Агафья Лейкина). На петгодишна възраст тя губи родителите си; баща ѝ загива в руско-японската война през 1905 г. След това тя прекарва по-голямата част от детството си в сиропиталище. Музикалната ѝ кариера започва, когато се присъединява към местния детски хор и малко по-късно се изявява като солистка.
Нейният чичо по-късно я намира на работа в мебелна фабрика в Саратов, където нейното пеене привлича вниманието на фабричен бригадир, който я препоръчва да учи в Саратовската консерватория. Но самата тя никога не е започнала музикално образование. По време на Първата световна война Лидия Русланова работи като медицинска сестра в санитарен влак. През май 1917 г. се ражда дете от кратка връзка с войник. По-късно се жени за участник в Гражданската война в Русия, който загива там. Твърди се, че тя е получила фамилията си от него.

## Кариера
Първият си концерт като певица Русланова изнася на 16 години пред военен панел, където изпълнява целия си тогавашен репертоар. Тя изнася първите си концерти пред войници по време на Гражданската война в Русия и прави своя дебют като професионална певица в Ростов на Дон през 1923 г. По-специално, тя привлича вниманието с добрия си тембър, който я квалифицира преди всичко за интерпретация на стари руски народни песни. След 1929 г. се твърди, че е имала връзка с член на ЧК . През 1942 г. се жени за генерал Владимир Викторович Крюков; преди това тя е омъжена за водещия Михаил Гаркави.
Тя се радва на голяма слава в Съветския съюз през 30-те години и изнася концерти в цялата страна през това десетилетие. След избухването на Втората световна война тя изнася концерти по фронтовете, където с пеенето и патриотичния си репертоар трябва да мотивира войниците и да ги вдъхновява за родината. Нейните интерпретации на известни руски народни песни като „Валенки“ (валенки) или Катюша, някои от които специално аранжирани за нея, са особено популярни.
Лидия Русланова е една от най-богатите жени в Съветския съюз по онова време и финансира изграждането на две ракетни установки „Катюша“, които подарява на Червената армия през 1942 г. През същата година тя е удостоена със званието „Народен артист на РСФСР“. След битката за Берлин тя изпълнява пред съветски войници на стълбите на разрушената сграда на Райхстага .
Десет дни след ареста на нейния съпруг Владимир Крюков, смятан за поддръжник на противника на Сталин Георгий Жуков, Русланова също е арестувана на 28 септември 1948 г. и впоследствие осъдена на десет години каторга. Подобно на нейния съпруг, германска плячка също е открита в нейната частна колекция, включително 132 оригинални картини, които от своя страна са германска военна плячка от Съветския съюз. В лагера на ГУЛАГ ѝ е позволено да продължи да пее и също е почитана там. След смъртта на Сталин през март 1953 г. ѝ е позволено да напусне трудовия лагер преждевременно и въпреки че здравето ѝ е влошено много от условията в затвора, тя продължава певческата си кариера.
След като излиза от затвора, Лидия Русланова живее в Москва до смъртта си .